# Sabulodes chiqua
Sabulodes chiqua là một loài bướm đêm trong họ Geometridae.